# Spizocorys personata
Spizocorys personata là một loài chim trong họ Alaudidae.
Loài chim này được tìm thấy ở Ethiopia và Kenya. Môi trường sống tự nhiên của chúng là cận nhiệt đới hoặc cận nhiệt đới vùng cây bụi khô và đồng cỏ vùng đất thấp nhiệt đới hoặc cận nhiệt đới khô.